# Corrêa (futebolista)
Carlos Rodrigues Corrêa, mais conhecido como Corrêa (Limeira, 29 de dezembro de 1980), é um ex-futebolista brasileiro que atuava como volante.

## Carreira
Corrêa começou no E.C. Primavera de Indaiatuba disputando a Copa São Paulo de Futebol Junior. Depois teve uma passagem pelo Capivariano e depois foi para o São Bento em 2001 e logo em 2002 já atuava pelo XV de Piracicaba, quando chamou a atenção do Palmeiras, time pelo qual vestiu a camisa por quase 3 anos. Disputou a Série B do Campeonato Brasileiro de 2003 e ainda duas Copas Libertadores da América pelo clube paulista e participou das duas campanhas de destaque do clube alviverde em 2004 e 2005, quando a equipe conquistou a 4ª colocação no Campeonato Brasileiro. Sua despedida foi em maio de 2006, contra o Santa Cruz. Entre 2003 e 2006, foram 192 jogos e 15 gols pelo clube.
Em 2006 acertou sua saída para a Ucrânia, onde defendeu as cores do Dínamo de Kiev, clube pelo qual conquistou títulos importantes durante aproximadamente 3 anos e meio. Após demonstrar interesse em voltar a atuar pelo futebol brasileiro, Corrêa chegou a ter um acordo verbal com o Flamengo, porém acabou assinando empréstimo de um ano com o Atlético Mineiro e prorrogando seu vínculo com os ucranianos por mais seis meses, até junho de 2011.
Corrêa vinha sendo um dos principais jogadores do Atlético Mineiro, com belas atuações e eximia técnica na ligação de contra-ataques. Devido ao alto valor que o Dínamo de Kiev vinha pedindo ao Atlético Mineiro, Corrêa não teve seu contrato renovado com o clube mineiro.
Em 25 de junho de 2010, foi anunciado como novo reforço do Flamengo, por empréstimo de 1 ano. O valor pago pelo clube foi cerca de R$ 360 mil. Em junho de 2011, depois de estar treinando em separado ao elenco do Flamengo, Corrêa voltou para o Dínamo de Kiev.
Em 14 de agosto de 2012, foi anunciado como reforço do Palmeiras, até o fim do ano. Fez sua reestreia contra o Atlético Goianiense no dia 20 de agosto de 2012, e seu primeiro gol desde sua volta na partida contra o Santos, no dia 25 de agosto de 2012. Em setembro de 2012, chegou ao jogo número 200 com a camisa do Palmeiras. Após integrar o elenco que foi rebaixado para a Série B, foi dispensado do clube junto com outros quatro jogadores após o término da temporada 2012.
Em 21 de dezembro de 2012 foi anunciado como reforço da Portuguesa para a temporada seguinte. Sua apresentação oficial aconteceu no dia 3 de janeiro de 2013.
Em janeiro de 2014, acertou com o Fortaleza.
Na primeira temporada no Fortaleza foi um dos líderes da equipe junto com outros jogadores experientes como Marcelinho Paraíba e o atacante Robert. Apesar de um ano com pouquíssimas derrotas, não conseguiu o tão sonhado acesso a Serie B para o clube.
Após a frustrada derrocada da equipe cearense, foi um dos poucos jogadores que permaneceram para 2015. Sendo neste ano o capitão da equipe e um dos jogadores de maior regularidade. Logo conquistou a torcida e se tornou no jogador mais querido da equipe pela liderança e ótimo futebol apresentado. Liderou a equipe no título estadual após quatro anos de conquista do rival. Foi selecionado para equipe do ano do Campeonato Cearense de 2015.
Após mais uma excelente campanha na Série C do Campeonato Brasileiro junto com o Fortaleza, onde a equipe foi novamente a melhor de toda a competição no primeiro turno, o filme se repete e mais uma nova "tragédia" acontece, mais uma vez no mata-mata o time cearense não obtém o tão sonhado acesso.
Corrêa vai seguir novamente com a equipe cearense por mais uma temporada, com sua liderança e regularidade será mais vez uma das esperanças da equipe para o tão sonhado retorno a Série B.
No dia 31 de julho de 2016, na partida contra o Confiança, válida pela Série C do Campeonato Brasileiro, Corrêa fez a sua 100ª partida com a camisa do Fortaleza. No dia 3 de dezembro de 2016, o contrato de Corrêa se encerrou e não foi renovado.
No dia 20 de janeiro de 2017, Corrêa foi anunciado como novo reforço pelo Capivariano.
No fim de 2017, foi contratado pelo Ituano para o Campeonato Paulista e a Copa do Brasil da temporada 2018. Foi capitão e referência do Ituano e deixou o clube em fevereiro de 2021, após 77 jogos, 10 gols e 14 assistências com a camisa do clube.
Após a passagem pelo Ituano, voltou ao Capivariano em 2021.

## Títulos
Palmeiras
- Campeonato Brasileiro Série B: 2003
- Taça 125 Anos do Corpo de Bombeiro: 2005

Dínamo de Kiev
- Campeonato Ucraniano: 2006–07 e 2008–09
- Copa da Ucrânia: 2005–06 e 2006–07
- Supercopa da Ucrânia: 2006 e 2007

Atlético Mineiro
- Campeonato Mineiro: 2010

Flamengo
- Campeonato Carioca: 2011
- Taça Guanabara: 2011
- Taça Rio: 2011

Portuguesa
- Campeonato Paulista - Série A2: 2013

Fortaleza
- Campeonato Cearense: 2015, 2016
- Copa dos Campeões Cearenses: 2016

## Marcas pessoais
Atlético Mineiro
- Melhor volante do Troféu Guará: 2009
- Melhor volante do Troféu Globo Minas: 2010

Fortaleza
- Melhor volante direito do Troféu Verdes Mares: 2015
- Troféu Craque da galera do Campeonato Cearense: 2015